# Nicole de Boer
Nicole De Boer (Scarborough, Ontario; 20 de diciembre de 1970) es una actriz de cine canadiense, más conocida por su papel de Ezri Dax en la serie de televisión Star Trek: Espacio Profundo 9. 

## Biografía
Cuando aún era muy pequeña, sus padres pensaron que era muy tímida, por esto se sorprendieron cuando obtuvo su primer papel en una obra escolar, interpretando a Dorothy en El mago de Oz, a la edad de 7 años. A partir de este momento, Nicole se interesaría por la actuación, teniendo en sus padres un gran apoyo, ya que la ayudaron a que consiguiera un agente que le permitiera impulsar su carrera. Es por esto que, más tarde ese mismo año, obtuvo su primer papel para televisión en un especial de Navidad, actuando al lado de Red Skelton y Vincent Price. A partir de ese entonces, la niñez de Nicole De Boer transcurrió trabajando en diversos programas de televisión, así como comerciales y obras de teatro.
En 1988, a la edad de 17 años, realizó el cast para una serie de televisión regular llamada 9B, un drama producido por la cadena CBC. En 1998, obtuvo el papel de Ezri Dax en la serie de ciencia ficción Star Trek: Espacio Profundo 9, reemplazando a la actriz Terry Farrell en la séptima y última temporada, quien interpretaba a la Teniente Comandante Jadzia Dax. En esta serie conoció a Michael Piller, uno de los creadores de esta saga, quien en el 2002 creó la también serie de televisión basada en un libro de Stephen King: La Zona Muerta (The Dead Zone). Piller llamó a Nicole para realizar el papel de Sarah Bracknell Bannerman, esposa del Alguacil Walt Bannerman (interpretado por Chris Brunno) y antigua prometida de Johnny Smith, protagonista de la saga (interpretado por Anthony Michael Hall). Aunque su actuación en estas dos series ha sido notable, dándose a conocer no sólo al público canadiense sino a nivel mundial, esta actriz tiene en su haber un extenso currículum de películas, series de televisión y obras de teatro, convirtiéndola en una de las actrices más polifacéticas hoy en día[cita requerida]. Su última aparición en televisión fue en el episodio Whispers de la quinta temporada de Stargate Atlantis, interpretando a la doctora Alison Porter.
Se casó con el músico guitarrista John Kastner, con quien tiene una hija, Summer Lee Kastner (2007).

## Filmografía

### Cine
- Prom Night IV: Deliver Us from Evil (1992) - Meagan
- Jungleground (1995) - Caitlyn Dean
- National Lampoon's Senior Trip (1995) - Meg Smith
- Kids in the Hall: Brain Candy (1996) - Cooper's groupie
- Cube (1997) - Joan Leaven, estudiante universitaria de matemáticas
- Public Domain (2003) - Bonnie
- Phil the Alien (2004) - Madame Madame
- Suck (2009) - Susan

### Televisión
- Freddy the Freeloader's Christmas Dinner (1981, Película para TV) - Pequeña niña en el hospital
- 9B (1988)
- Street Legal (1 episodio, 1989) - Jackie
- First Resort (1990, Serie TV)
- C.B.C's Magic Hour (1 episodio, 1990) - Sarah
- The Kissing Place (1990, Película para TV) - Cathy
- The Kids in the Hall (Serie TV, 1989-1991) - Laura
- Sweating Bullets (1 episodio, 1991) - Beth Goodnight
- Maniac Mansion (1 episodio, 1992) - Holly
- Forever Knight (2 episodios, 1992) - Jeannie
- Beyond Reality (7 episodios, 1991-1993) - Celia Powell, Mrs. Winter
- Family Pictures (1993, Película para TV) - Penny
- The Hidden Room (1 episodio, 1993) - Paula
- J.F.K.: Reckless Youth (1993) - Olive Cawley
- E.N.G. (2 episodios, 1992-1994) - Brenda, Nancy
- The Counterfeit Contessa (1994, Película para TV) - Helena Everett
- Catwwalk (1994, Serie TV) - Maggi Holden[2]
- TekWar (1 episodio, 1995) - Tara James
- Poltergeist: The Legacy (1 episodio, 1996) - Samantha Wallace
- PSI Factor: Chronicles of the Paranormal (1 episodio, 1996) - Kelly Starr Tanner
- Ready or Not (1 episodio, 1997) - Crystal
- When Innocence Is Lost (1997, Película para TV) - Nancy
- Deepwater Black (También conocida como Mission Genesis, 1997, Serie TV) - Yuna
- My Date with the President's Daughter (1998, Película TV) - Bonnie
- The Outer Limits (2 episodios, 1995 & 1998) - Cadete 2nd Clase Bree Tristan, Rachel Sanders
- Family of Cops III: Under Suspicion (1999, Película para TV) - Jackie Fein
- Dooley Gardens (7 episodios, 1999) - Skye
- Star Trek: Espacio Profundo 9 (1998-1999) - Teniente Ezri Dax
- Rated X (2000, TV movie) - Karen Mitchell
- The Fearing Mind (1 episodio, 2000) - Paula
- 5ive Days to Midnight (2004, Película para TV) - Chantal Hume
- Ties That Bind (2006, TV movie) - Megan Mahoney
- The Dead Zone (56 episodios, 2002-2007) - Sarah Bracknell Bannerman[2]
- Stargate Atlantis (1 episodio, 2008) - Dr. Alison Porter
- NYC: Tornado Terror (2008, Película para TV) - Cassie Lawrence
- Christmas Town (2008, Película para TV) - Liz[3]
- Haven (2 Episodios 2010 y 2013, Welcome to Haven y Fallout) - Marion Caldwell